# Nationalpark Cerros de Amotape

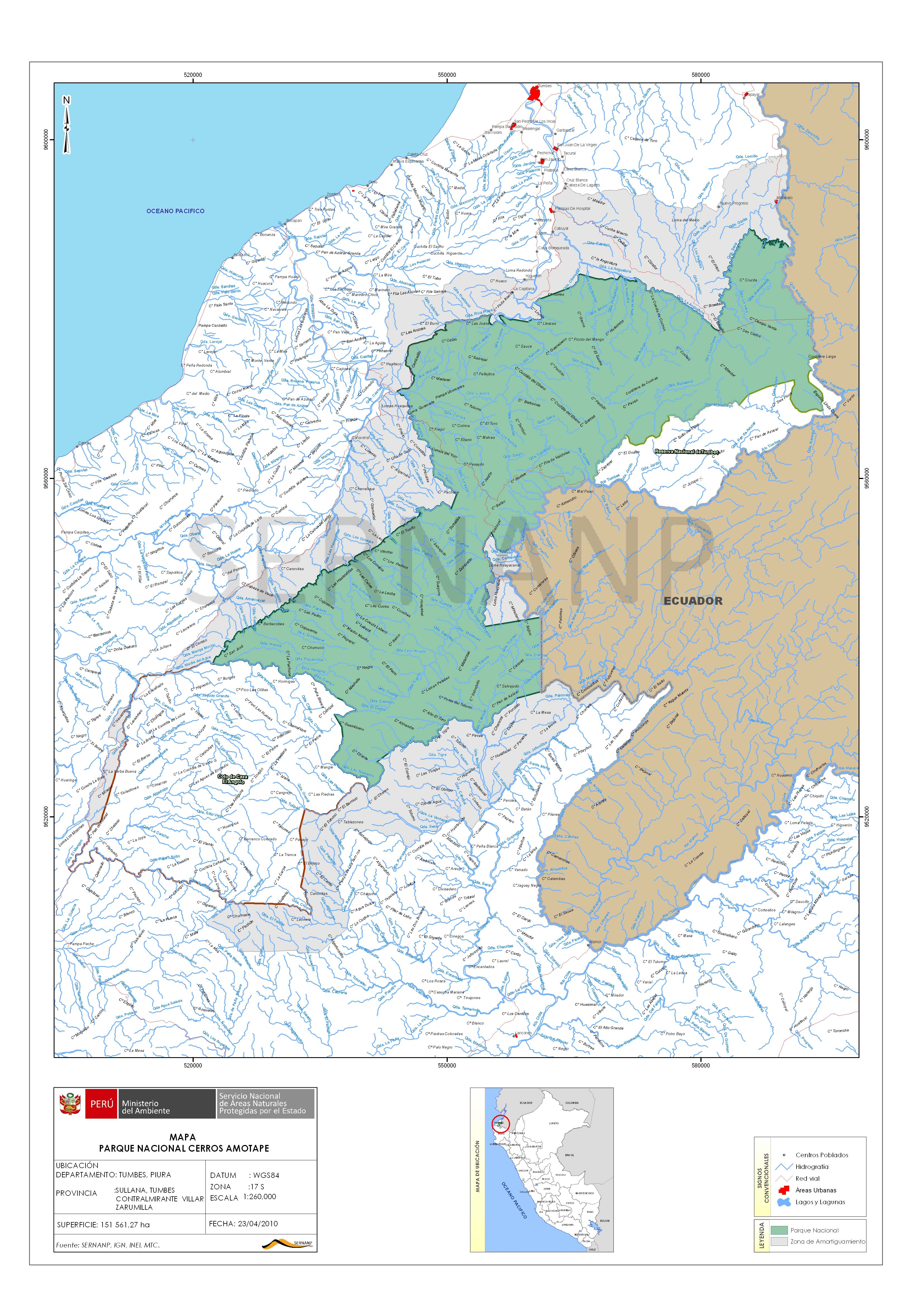
Karte vom Nationalpark Cerros de Amotape

Der Nationalpark Cerros de Amotape (span.: Parque Nacional Cerros de Amotape) ist ein am 22. Juli 1975  durch das Dekret Nº 0800-75-AG gegründeter Nationalpark in der Provinz Sullana in der Region Piura  und in den Provinzen Tumbes und Contralmirante Villar in der Region Tumbes  in Peru.

## Lage
Der Park ist eine spektakuläre und faszinierende Oase des Lebens an der peruanischen Küste, der sich bis in die Ausläufer des Amotapes-Massiv erstreckt. Das Naturschutzgebiet mit seinen einzigartigen Eigenheiten bildet die Physiogeographie des nordwestlichen Biosphärenreservats Perus ab. Der Park entstand aus Teilen der Reserva Nacional de Tumbes und des Jagdreservates el Angolo. Ein großer Teil des Parkes nimmt auch der Río Tumbes ein, der an der Ostseite des Ufers von pazifischem Regenwald mit üppigem Dschungel dominiert wird, ist es auf der Westseite des Flusses der äquatorialer Trockenwald mit seinen rätselhaften und atemberaubenden Landschaften. Durch den Einfluss der Cordillera de los Amotapes hat sich eine einzigartige Flora und Fauna entwickelt. Deshalb wird das Gebiet auch als wichtige Zone biologischer Vielfalt für Pflanzen und Vögel betrachtet. Der Nationalpark grenzt im Norden an das regionale Schutzgebiet Angostura Faical, im Südosten an die Reserva Nacional de Tumbes sowie im Südwesten an das Schutzgebiet Coto de Caza El Angolo.

## Flora und Fauna
Der Park hat eine beachtliche Artenvielfalt.

### Säugetiere
Im Park kommen u. a. der Mantelbrüllaffe (Alouatta palliata), der Südamerikanische Fischotter (Lontra longicaudis), der Jaguar (Panthera onca) und der Ozelot (Leopardus pardalis) vor.

### Vögel
Im Park sind mindestens 272 Vogelarten bekannt. So leben hier u. a. Brauentinamu (Crypturellus transfasciatus), Rotkopfguan (Ortalis erythroptera), Graurückenbussard (Pseudastur occidentalis), Blasstäubchen (Columbina buckleyi), Ockerbauchtaube (Leptotila ochraceiventris), Feuerflügelsittich (Brotogeris pyrrhoptera), Guayaquilsittich (Psittacara erythrogenys), Himmelsperlingspapagei (Forpus coelestis), Glanzflügelpapagei (Pionus chalcopterus), Baerkolibri (Leucippus baeri), Hummelelfe (Chaetocercus bombus), Braunohr-Zwergspecht (Picumnus sclateri), Guayaquilspecht (Campephilus gayaquilensis), Schieferbekarde (Pachyramphus spodiurus), Weißbrauen-Olivtyrann (Myiopagis subplacens), Pazifikkronentyrann (Onychorhynchus occidentalis), Graubrust-Schnäppertyrann (Lathrotriccus griseipectus), Pazifischer Maskentyrann (Myiodynastes bairdii), Rötelschopftyrann (Myiarchus semirufus), Rußkappen-Schopftyrann (Myiarchus phaeocephalus), Fleckengesicht-Ameisenwürger (Thamnophilus bernardi), Fahlflanken-Ameisenwürger (Thamnophilus zarumae), Graukopf-Ameisenvogel (Ampelornis griseiceps), Kleiner Schmuckbandvogel (Melanopareia elegans), Buschlandameisenpitta (Grallaria watkinsi), Schwarzgesicht-Dickichtschlüpfer (Synallaxis tithys), Fleckenbrustschlüpfer (Synallaxis stictothorax), Rosthals-Baumspäher (Syndactyla ruficollis), Westlicher Rötelbaumspäher (Clibanornis erythrocephalus), Weißschwanz-Blaurabe (Cyanocorax mystacalis), Küstenzaunkönig (Cantorchilus superciliaris), Mausdrossel (Turdus reevei), Safranzeisig (Spinus siemiradzkii), Feenwaldsänger (Myiothlypis fraseri), Cayamarcawaldsänger (Basileuterus trifasciatus), Weißschwingentrupial (Icterus graceannae), Stolzmannammer (Rhynchospiza stolzmanni), Kapuzenbuschammer (Arremon abeillei), Rotscheitel-Buschammer (Atlapetes seebohmi), Weißkopf-Buschammer (Atlapetes albiceps), Purpurkronfink (Rhodospingus cruentus) und Spiegeltangare (Conothraupis speculigera). In einem Survey der Louisiana State University in dem Gebiet aus dem Jahre 2012 gingen zehn Arten, die neu für Peru waren hervor. Diese waren Guiratangare (Hemithraupis guira), Silberkehltangare (Tangara icterocephala), Feuerbürzeltangare (Ramphocelus flammigerus), Ockerattilatyrann (Attila torridus), Westlicher Tropfenameisenwürger (Thamnophilus atrinucha), Olivrücken-Zwergspecht (Picumnus olivaceus), Weißzügel-Faulvogel (Malacoptila panamensis), Fahltaube (Leptotila pallida), Braunkappenralle (Aramides axillaris), Haubenguan (Penelope purpurascens aequatorialis).

### Reptilien
Unter den Reptilien findet sich das laut IUCN gefährdete Spitzkrokodil (Crocodylus acutus).

### Flora
Unter den Pflanzen findet man den Kapok-Baum Ceiba trichistandra, Prosopis pallida, Pithecellobium multiflorum, Arten der Gattung Tabebuia und den Palo Santo (Bursera graveolens).

## Klima
Die Trockenzeit ist von Mai bis November, die Regenzeit von Dezember bis April. Aus Aufzeichnungen geht hervor, dass die Niederschläge von Nord nach Süd und von Ost nach West weniger werden. Die äquatorialen Lage, der Einfluss von Meeresströmungen und die geringe Höhe der Anden im Norden des Landes, bestimmen das Klima der Gegend zwischen der Wüste an der peruanischen Küste und der tropischen subhumiden Zone Ecuadors. Das Klima unterscheidet sich deutlich zwischen der Wüste und der subhumiden Zone. Die durchschnittliche Jahrestemperatur schwankt zwischen 23 °C und 26 °C. Die jährliche Niederschlagsmenge beträgt 500 mm im äquatorialen Trockenwald und 1450 mm im Tropenwald des Pazifiks.